# Ерделі Ксенія Олександрівна
Ерделі Ксенія Олександрівна (20 лютого 1878 — 27 травня 1971) — російська і радянська арфістка, професор Московської консерваторії, Народна артистка СРСР.
Народилася в селі Миролюбівка, Єлисаветградський повіт, Херсонська губернія (тепер Маловисківський район Кіровоградської області). Вчилася в Смольному інституті, з 1891 навчалася грі на арфі у Катерини Вальтер-Кюне. У 1899—1907 — солістка оркестру Великого театру. У 1908 році брала участь у концертах під керуванням Олександра Зілоті, першою в Росії виконала партію арфи в Інтродукції та Алегро Моріса Равеля. З 1911 викладала в Смольному інституті, в 1913—1917 — у Петербурзькій консерваторії. З 1918 по 1938 рік знову була солісткою оркестру Великого театру, також з 1918 до самої смерті викладала в Московській консерваторії (з 1939 — професор).
Ксенія Ерделі вважається основоположницею радянської школи виконавства на арфі. Вона була першою сольною виконавицею на арфі в Росії і СРСР, написала і переклала для арфи ряд творів, їй присвячені твори композиторів-сучасників: Сергія Василенка, Рейнгольда Глієра та ін. Серед учнів Ерделі — її племінниця Ольга Ерделі, Віра Дулова, Аїда Абдуллаєва та багато інших. У 1966 році за видатні заслуги їй було присвоєно звання Народної артистки СРСР, рік по тому вийшла друком книга її мемуарів «Арфа в моєму житті».